# Woraphot Somsang
Woraphot Somsang (thailändisch วรพจน์ สมสร้าง; * 16. Dezember 1993), auch als Mos bekannt, ist ein thailändischer Fußballspieler.

## Karriere
Woraphot Somsang stand von mindestens 2019 bis Sommer 2023 beim Drittligisten Nonthaburi United S.Boonmeerit FC unter Vertrag. Mit dem Verein aus der Provinz Nonthaburi spielte er zuletzt in der Bangkok Metropolitan Region der Liga. Ende Juli 2023 wechselte er zum Ligarivalen Bangkok FC. Die Saison 2023/24 feierte er mit dem Bangkok FC die Meisterschaft der Region sowie den Aufstieg in die zweite Liga. Sein Zweitligadebüt gab Woraphot Somsang am 11. August 2024 (1. Spieltag) im Heimspiel gegen den Ayutthaya United FC. Bei dem 2:1-Erfolg wurde er in der 82. Minute für Padungsak Phothinak eingewechselt.

## Erfolge
Bangkok FC
- Thai League 3 – Bangkok Metropolitan: 2023/24  ▲